# Nikołaj Polewoj
Nikołaj Aleksiejewicz Polewoj, ros. Николай Алексеевич Полевой, ur. 22 czerwca?/3 lipca 1796 w Irkucku, zm. 22 lutego?/6 marca 1846 w Petersburgu – rosyjski pisarz, publicysta, historyk i wydawca, brat Jekatieriny Awdiejewej.

## Życiorys
Urodził się w Irkucku w rodzinie kupca i właściciela fabryki porcelany. Nie otrzymał systematycznego wykształcenia, był samoukiem. Opanował język francuski i niemiecki oraz języki starożytne. W 1822 r., porzuciwszy zajęcia związane z fabryką ojca, przeprowadził się do Moskwy, by poświęcić się w całości pracy literackiej. Polewoj wystąpił jako ideolog nieuprzywilejowanej rosyjskiej burżuazji, tzn. mas burżuazyjnych, których pozycja w społeczeństwie niewolnym jeszcze od feudalnych form, niczym nie odróżniała się od pozycji mieszczaństwa. Jako ideolog rosyjskiej burżuazji, pomimo niekiedy silnie wyrażanych nastrojów antyfeudalnych, nie dopuszczał myśli o walce z jedynowładztwem. W swojej działalności nie wychodził poza granice liberalno-reformistycznej krytyki feudalizmu. Trudna sytuacja polityczna zmuszała Polewoja do maskowania politycznego sensu nawet takich, bynajmniej nie rewolucyjnych wystąpień, które częstokroć przeprowadzał z płaszczyzny politycznej na ekonomiczną, kulturalną i etyczną. Dążenia burżuazji uzasadniał jej wartościami moralnymi, patriotyzmem, religijnością, itp. Nawet takie liberalne ataki na feudalizm w czasie podekabrystowskiej reakcji i w obliczu ruchów rewolucyjnych lat 30. XIX w. były postrzegane jako „jakobiństwo” i ściągnęło na Polewoja niezadowolenie szlachty, nawet jej liberalnego odłamu (w osobach jego ideologów – Puszkina, Wjaziemskiego, Odojewskiego i in.), a także represje ze strony władz (zamknięcie dziennika Polewoja Moskiewski telegraf).
Głównym problemem artystycznej twórczości Polewoja jest kwestia awansu burżuazji w feudalno-szlacheckim społeczeństwie. Ulubiony bohater Polewoja to wyróżniający się przedstawiciel „trzeciej grupy społecznej”, obdarzony jej najlepszymi z punktu widzenia autora, cechami: głęboką religijnością, niezłomnymi zasadami moralnymi, patriarchalnym umiłowaniem rodziny, posiadający 
duszę zdolną do głębokiej i wielkiej miłości, lecz niezadowolony z niskiego poziomu rozwoju kulturowego swojego środowiska (Artysta malarz, 1833, Emma, 1834, Abbadonna, 1834).

Polewoj rozpoczął demokratyzację rosyjskiej literatury; on zmusił ją do tego, by opuściła się z arystokratycznych wyżyn i uczynił ją bardziej narodową.

Należy zauważyć, że po represjach, które dosięgły Polewoja w 1834 r. i w związku z zagęszczającą się polityczną reakcją, jego bezpośrednie ataki na szlachtę osłabły, lecz za to jeszcze więcej były podkreślane burżuazyjny patriotyzm oraz znaczenie burżuazji jako podpory cara i ojczyzny. (Kupiec Igołkin 1839, Dziadek rosyjskiej floty, 1838, Kostromskie lasy, 1841). Działalność artystyczna Polewoja cieszyła się w swoim czasie znaczną popularnością, lecz została szybko zapomniana 
(Bielinski chwalił Abbadonę w latach 30., ale wyraził miażdżącą krytykę tego utworu w latach 40.)
Polewoj jako krytyk przyjął w wielu aspektach zasady idealistycznej filozofii Schellinga w tej uproszczonej formie, w jakiej były one opracowane przez francuskiego eklektyka Cousina. Działalność Polewoja jako krytyka była skierowana przeciw zasadom klasycznej krytyki. Jej pozahistorycznemu normatywizmowi przeciwstawił on zasady historycznej oceny dzieła sztuki jako organicznego ucieleśnienia idei narodowej w określonych „warunkach wieków i społeczeństwa”. Kryterium artyzmu dla Polewoja było to, czy „artysta pozostaje wierny wybranemu ideałowi tworzenia”. Romantyzm przeciwstawiał Polewoj klasycyzmowi jako ruch „narodowy”, wyrażający narodową indywidualność i niepowtarzalność, jako przeciwwagę dla arystokratycznego oddalenia od narodu i jego zadań. To burżuazyjne pojmowanie romantyzmu stale przewija się w krytycznych pracach Polewoja, który był autorem świetnych, jak na owe czasy, artykułów o rosyjskiej literaturze (zebranych przez samego autora w książce Rosyjska literatura. Szkic. 1839).
Działalność wydawnicza i redakcyjna Polewoja była nadzwyczaj bogata i odegrała niemałą rolę w historii oświecenia. W latach 1825 do 1834 Polewoj był wydawcą i redaktorem naczelnym: 
Moskiewskiego telegrafu, jednego z najlepszych czasopism tamtych czasów; prowadzącego wyraźną progresywno-burżuazyjną linię. W Moskiewskim telegrafie publikowano materiały autorów 
rosyjskich (I.I. Łażecznikowa, W.I. Dalja, A.A. Biestużewa, A.F. Weltmana, D.N. Biegiczewa i samego Polewoja), jak i zagranicznych (W. Scotta, W. Irvinga, E.T.A. Hoffmanna, P. Mérimée, W. Hugo, H. Balzaca i innych)
W tym czasie Polewoj wydawał też tłumaczenia dzieł literatury zagranicznej Powieści i literackie fragmenty 1829–1830) i innych. Był również wydawcą dzieła Rosyjska Wiwliofika lub materiały zebrane dla ojczystej historii, geografii, statystyki i starożytnej literatury, 1833.
Polewoj zmarł w St. Petersburgu 22 lutego (6 marca) 1846.